# War of Ages
War of Ages, também conhecida como WOA, é uma banda musical do gênero metalcore cristão formada em 2002 na cidade de Erie, Pensilvânia, EUA. O principal objetivo da banda é divulgar o cristianismo por meio do metal.

## Integrantes

### Formação atual
- T.J. Alford: vocais, baixo
- Alex Hamp: bateria
- Leroy Hamp: vocais
- Steve Brown: guitarra
- Brandon Bernatowiz: guitarra

### Ex-integrantes
- Jonathan Lynch: guitarra
- Kang Garnic: guitarra
- Matt Moore: guitarra
- Rob Kerner: bateria
- Nate Owensby: baixo

## Discografia
- Unite Us All - (2004) (EP)
- War of Ages - (2005)
- Pride of the Wicked - (2006)
- Fire from the Tomb - (2007) Re-lançamento e re-gravação do álbum auto-intitulado.
- Arise and Conquer - (2008)
- Eternal - (2010)
- Return to Life - (2012)
- Supreme Chaos (2014)
- Alpha (2017)
- Void (2019)

### Vídeos musicais
- “Stand Your Ground”  (Dirigido por: Facedown Records (Facedown Records)
- “Strength Within”  (Dirigido por: Facedown Records (Facedown Records)
- “Through the Flames”  (Dirigido por: Andy Reale)
- “All Consuming Fire” (Dirigido por: Andy Reale)
- “Collapse” (Dirigido por: Drew Russ)
- “Silent Night” (Dirigido por: DJ Cosgrove)
- “Redeemer” (Letra do video)